# پاندینی

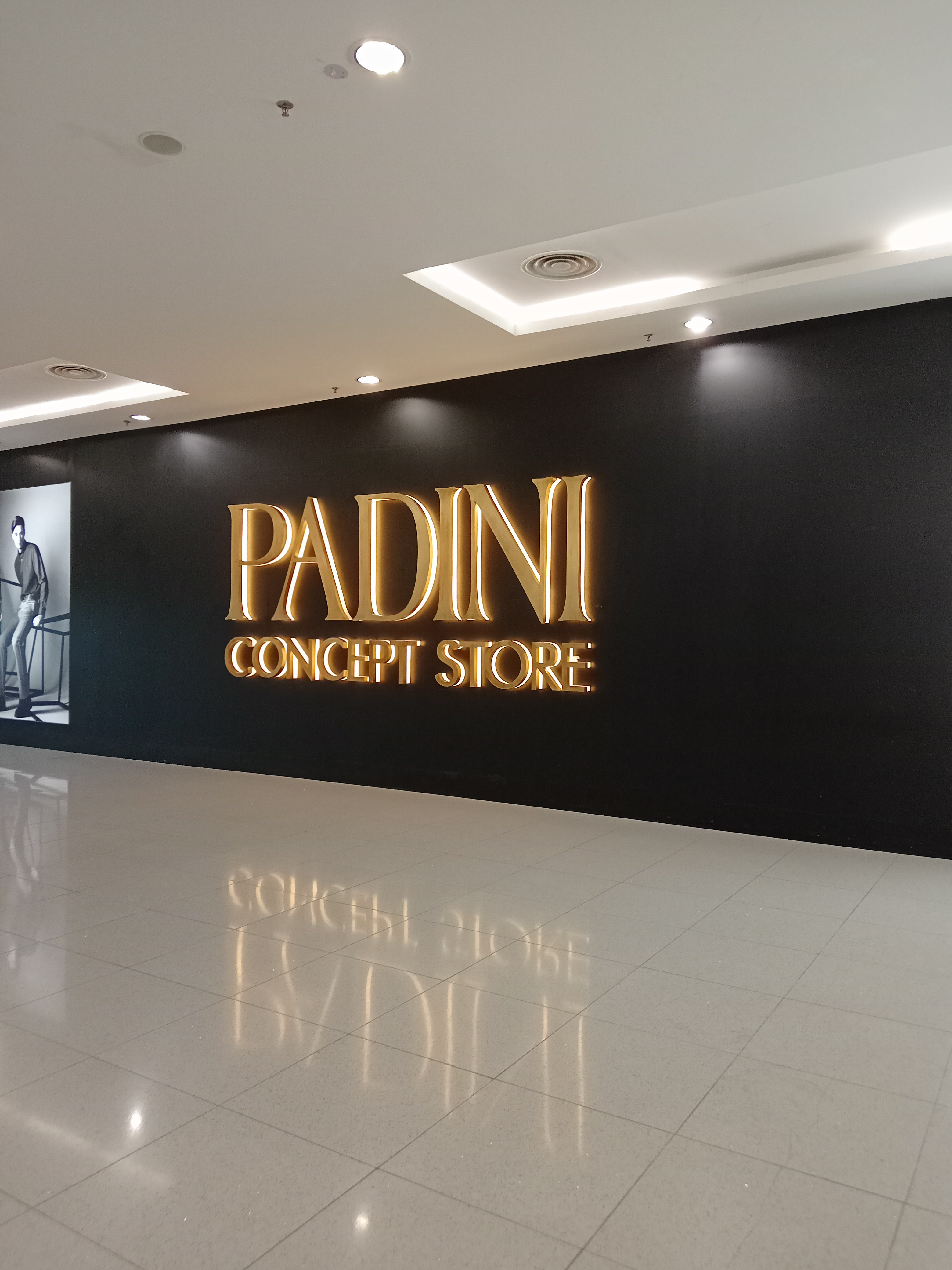
پاندینی

پاندینی (انگلیسی: Padini) شرکت خرده‌فروشی پوشاک مالزیایی است، که در سال ۱۹۷۵ تأسیس شد.